# Carlos Augusto Bresser
Carlos Augusto Bresser (São Paulo, 10 de abril de 1842 – 16 de janeiro de 1915) foi um pioneiro da industrialização paulista, juiz de paz, Diretor de Edificações da Província de S. Paulo, alferes da Guarda Nacional, vereador e empresário. O bairro do Brás foi, oficialmente, fundado por ele.
Casado com Anna Bresser, teve 11 filhos, originando uma "linhagem rica e influente na cidade de São Paulo", uma das maiores e mais nobres da Família Bresser.
Em Guarulhos, deixa uma rua com seu nome.

## Família
Nascido na Chácara Bresser, Carlos Augusto Bresser era filho de Carlos Abrão Bresser e Ana Clara Müller; era neto de Christian Heinrich Breßer, comerciante prussiano, e do General João Guilherme Christiano Müller, diretor da Academia Real das Sciencias de Lisboa; bisneto de João Miguel Müller, Engenheiro Mór dos Ducados de Grubenhagen e de Calemberg e Professor da Universidade de Giessen; era trineto de Johann David Köhler, pioneiro da biblioteconomia moderna e historiador da Universidade de Göttingen; sobrinho do marechal Daniel Pedro Müller, assessor de Dom Pedro I e Governador das Armas da Província de Santa Catarina; e, sobrinho-bisneto de João Daniel Müller, célebre teólogo alemão. 

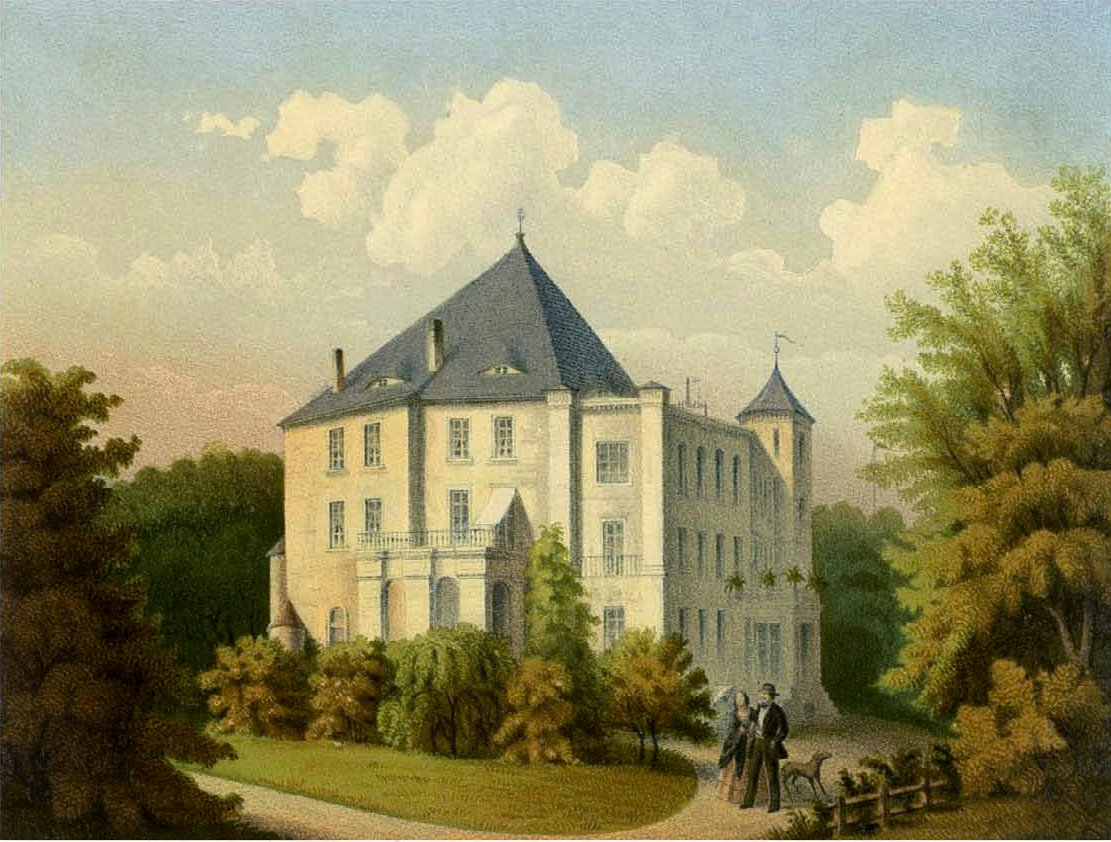
Schloss Auras, antigo castelo dos von Schkopp.

Aos 14 anos, Carlos Augusto Bresser perdeu seu pai e teve de dedicar-se à administração das propriedades da família ainda jovem. Assim, logo empreendeu a importação de sementes da Alemanha.

### Casamento e Filhos
Em 1863, aos 21 anos de idade e dono de terras, Carlos Augusto Bresser casou-se com a nobre prussiana Ana Hasta Edwiges von Seehausen. Ana era filha do Barão Gustav von Seehausen e de Elise von Schkopp, próximos aos descendentes da Dinastia Piast e tradicionais frequentadores dos salões de Berlim. Além disso, era sobrinha de Otto Bernhard von Schkopp, general e governador de Estrasburgo; trineta do célebre Regimentschef Friedrich Wilhelm Quirin von Forcade de Biaix, afilhado do rei Frederico I da Prússia; e tetraneta de Jean de Forcade de Biaix, Comandante da Casa Real de Berlim e Cavaleiro da Ordem da Águia Negra. Por essa razão, segundo relatos, D. Anna Bresser foi batizada na mesma pia e ao lado do kaiser Guilherme II da Alemanha, o último rei da Prússia. Ainda, em tempos próximos à criação da Lei Áurea, Anna dedicou-se à alfabetização de escravos, ganhando notabilidade pela iniciativa inusitada para a sociedade paulistana oitocentista.
Durante seu matrimônio, Carlos Augusto Bresser e Ana Hasta Edwiges von Seehausen tiveram 11 filhos. Dentre eles, estavam:
- Hermínia Bresser: viúva, Hermínia não teve filhos. Mas, foi madrinha e educadora do político e intelectual Florestan Fernandes, Patrono da Sociologia no Brasil, e filho de sua empregada Maria. Ele viveu em sua casa até os 6 anos de idade e estudou num colégio particular do Brás. Segundo ele, a convivência com a família Bresser foi fundamental para sua formação:

"O fato é que embora eu não estudasse organizadamente, pelo fato de ter nascido na casa de dona Hermínia Bresser de Lima aprendi o que era livro, a importância de estudar e com pouco mais de seis anos adquiri uma disciplina." 
"Na casa de minha madrinha, uma senhora da família Bresser que falava francês, tocava piano [...] Lá aprendi a ler."
“Aquilo que poucos da plebe conseguiam ter, a ideia do que era a outra vida, a vida dos ricos, dos poderosos – eu era capaz de perceber através de experiências concretas. Isso foi importante porque me levou a valorizar a instrução, a querer ler e estudar, a procurar uma ponte para não me conformar com aquela situação que eu ficava.” 

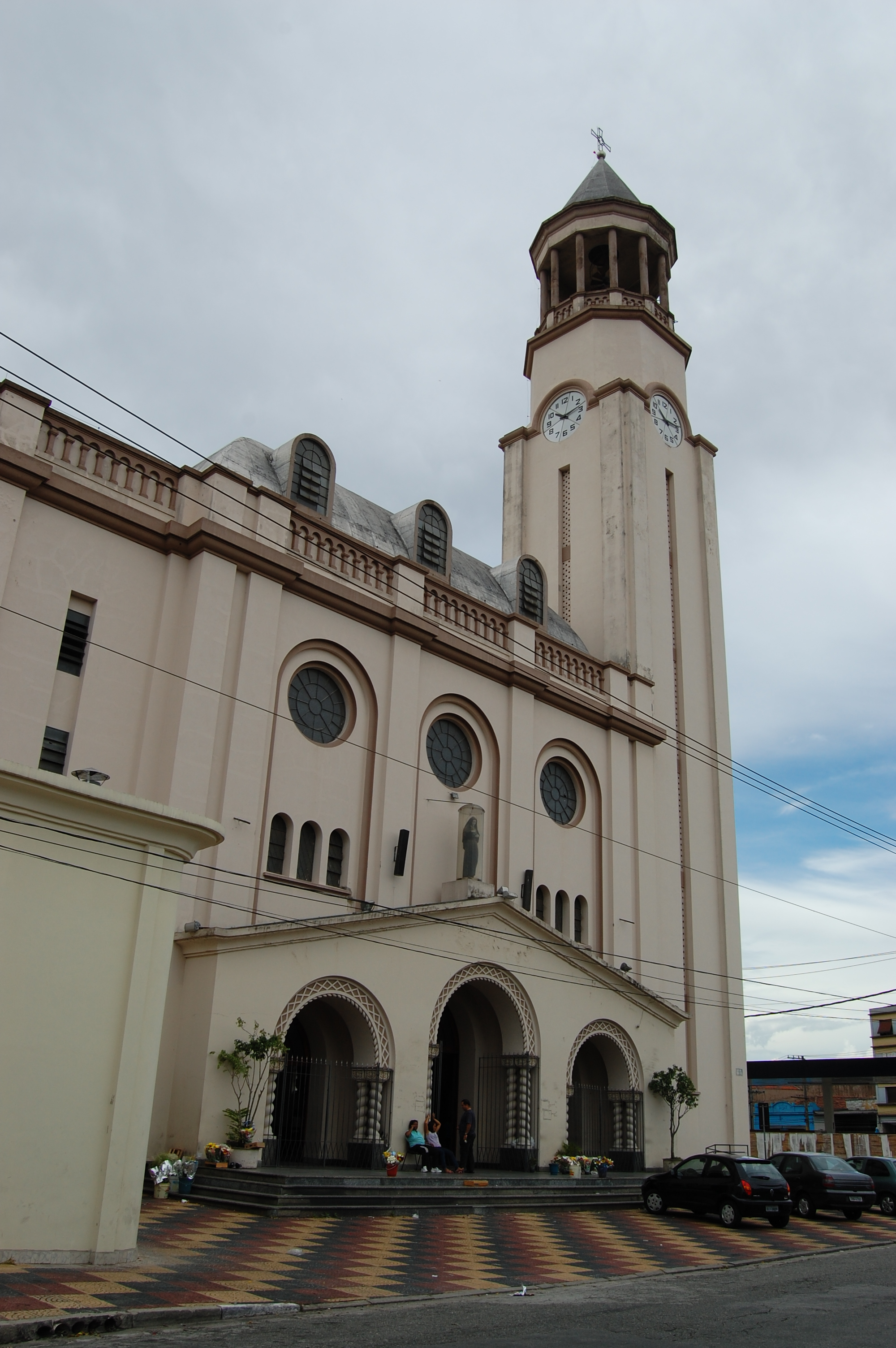
Igreja de Santa Rita, no Pari, iniciada por doação de Gustavo Bresser.

- Gustavo Augusto Bresser: fazendeiro, financiou a construção da matriz da Paróquia de Santa Rita, em São Paulo. É homenageado em rua no Brás, assim como sua esposa, Izaura Bresser, numa vila.

- Ismael Bresser: médico, estudou inicialmente na Bahia, transferindo-se para a Faculdade de Medicina do Rio de Janeiro. Ali conheceu sua esposa Zulmira Albernaz de Oliveira, quem deu nome à Vila Zulmira, em São Paulo, na casa de seus amigos Lucília Guimarães e Heitor Villa-Lobos.
- Oscar Eugênio Bresser: foi empresário industrial e 1o. Juiz de Paz do Distrito de Santana. Sua segunda esposa, Eugênia Bresser, é homenageada em rua no Jaçanã, em São Paulo.
- Leonor Bresser: casou-se com o engenheiro Orestes dos Santos Rivadávia Correia, cônsul do Brasil no Uruguai. Deixou uma rua no centro de Guarulhos com seu nome. Teve duas filhas, uma delas Iracy Bresser Corrêa Turri.
- Júlia Bresser: faleceu ainda criança, deixando no Brás uma rua designada em sua memória.

Por meio dessa união, surgia uma das linhagens de maior destaque da aristocracia brasileira, descendendo de diversos pais fundadores da Europa, chefes e conselheiros de Estado, intelectuais e santos. Ascendência na qual constam os seguintes fundadores de linhagens dinásticas: Santo Arnoul de Metz, por 10 linhagens, ao menos; Alfredo, o Grande, por 7 linhagens, ao menos; Carlos Magno, por 5 linhagens, ao menos; Meroveu, por 5 linhagens, ao menos; Hugo Capeto, por 3 linhagens, ao menos; entre uma pletora de outras personalidades históricas. 

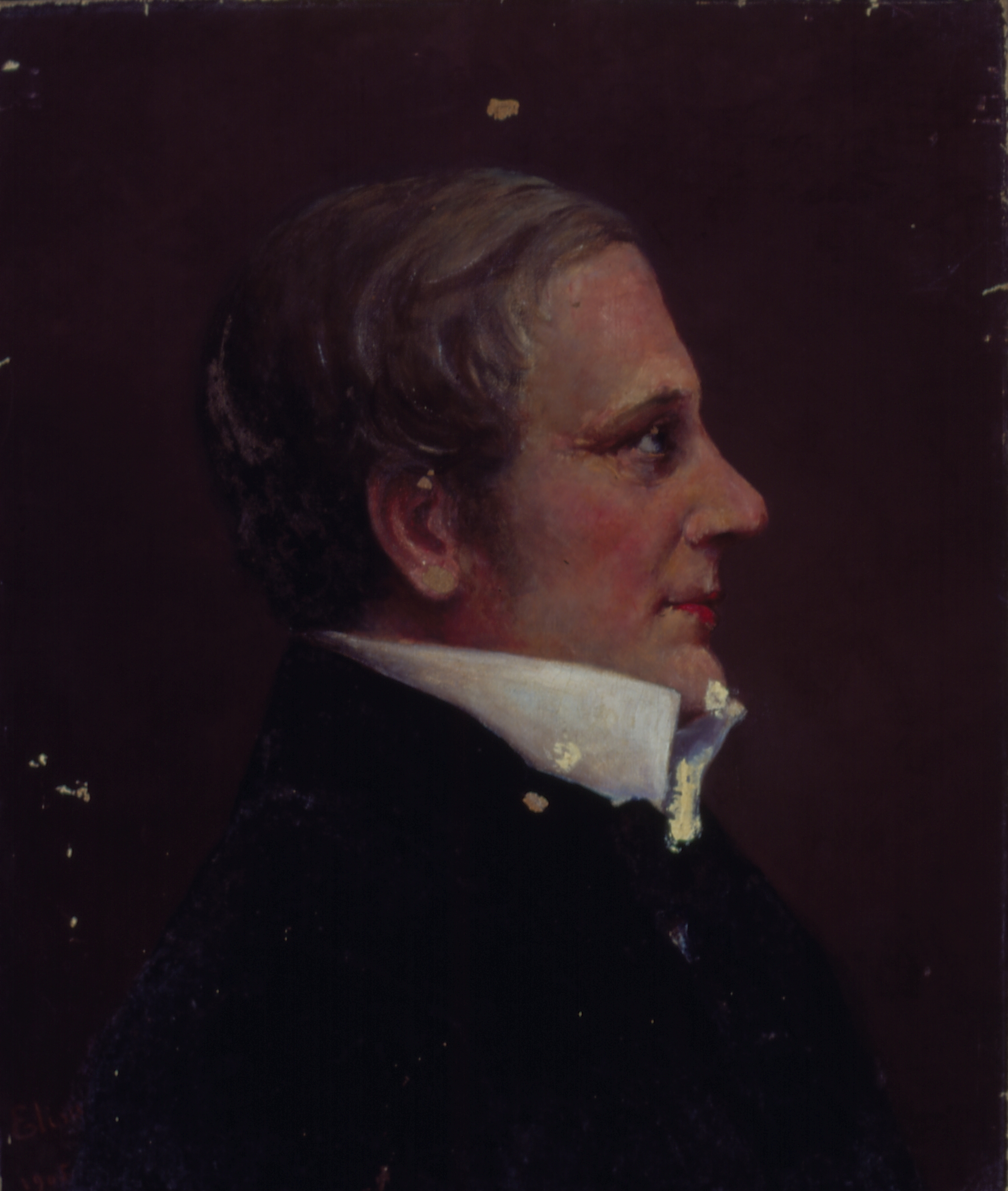
Daniel Pedro Müller, Governador das Armas de Santa Catarina
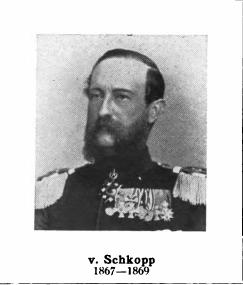
Otto Bernhard von Schkopp, Governador de Estrasburgo
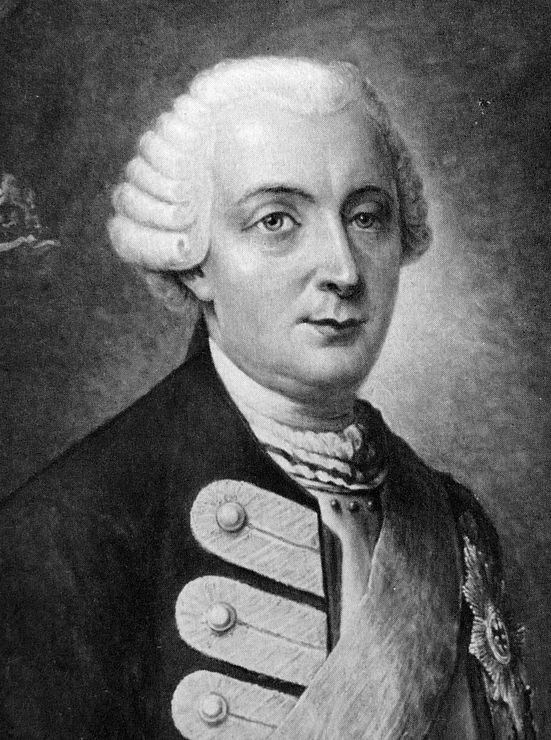
Friedrich W. Q. von Forcade de Biaix, afilho de Frederico I da Prússia
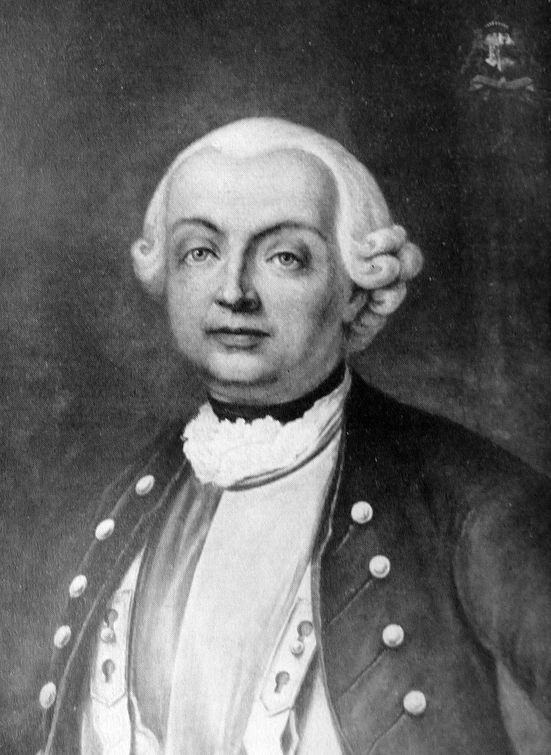
Jean de Forcade de Biaix, Comandante da Casa Real de Berlim
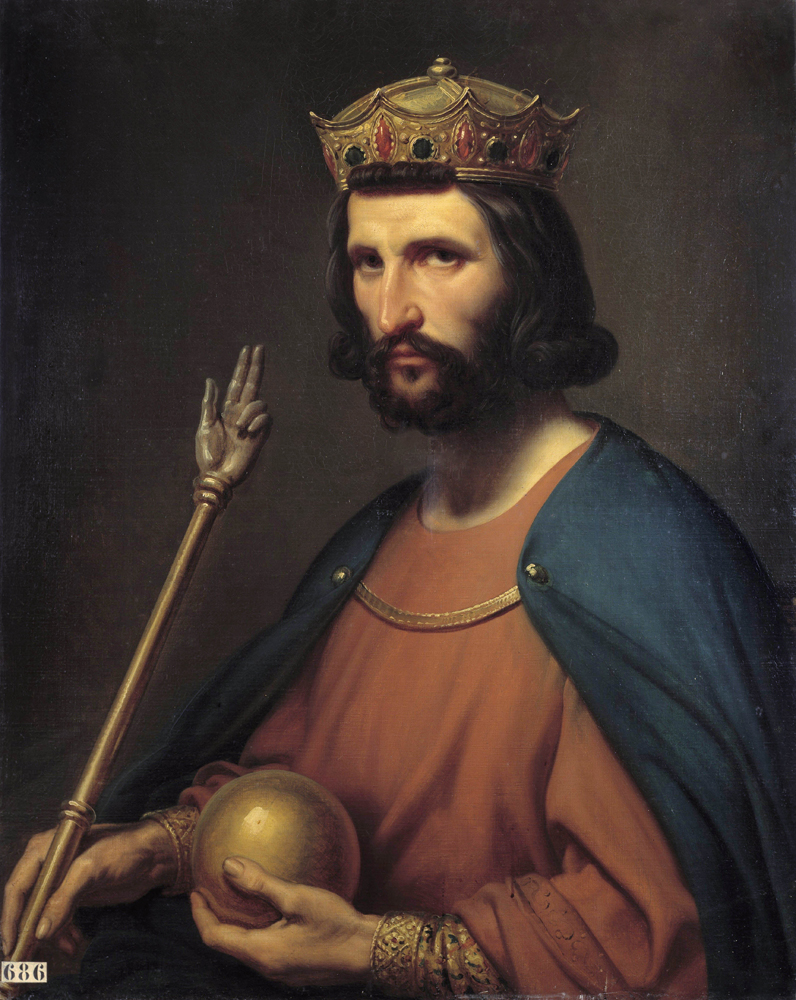
Hugo Capeto, Rei dos Francos
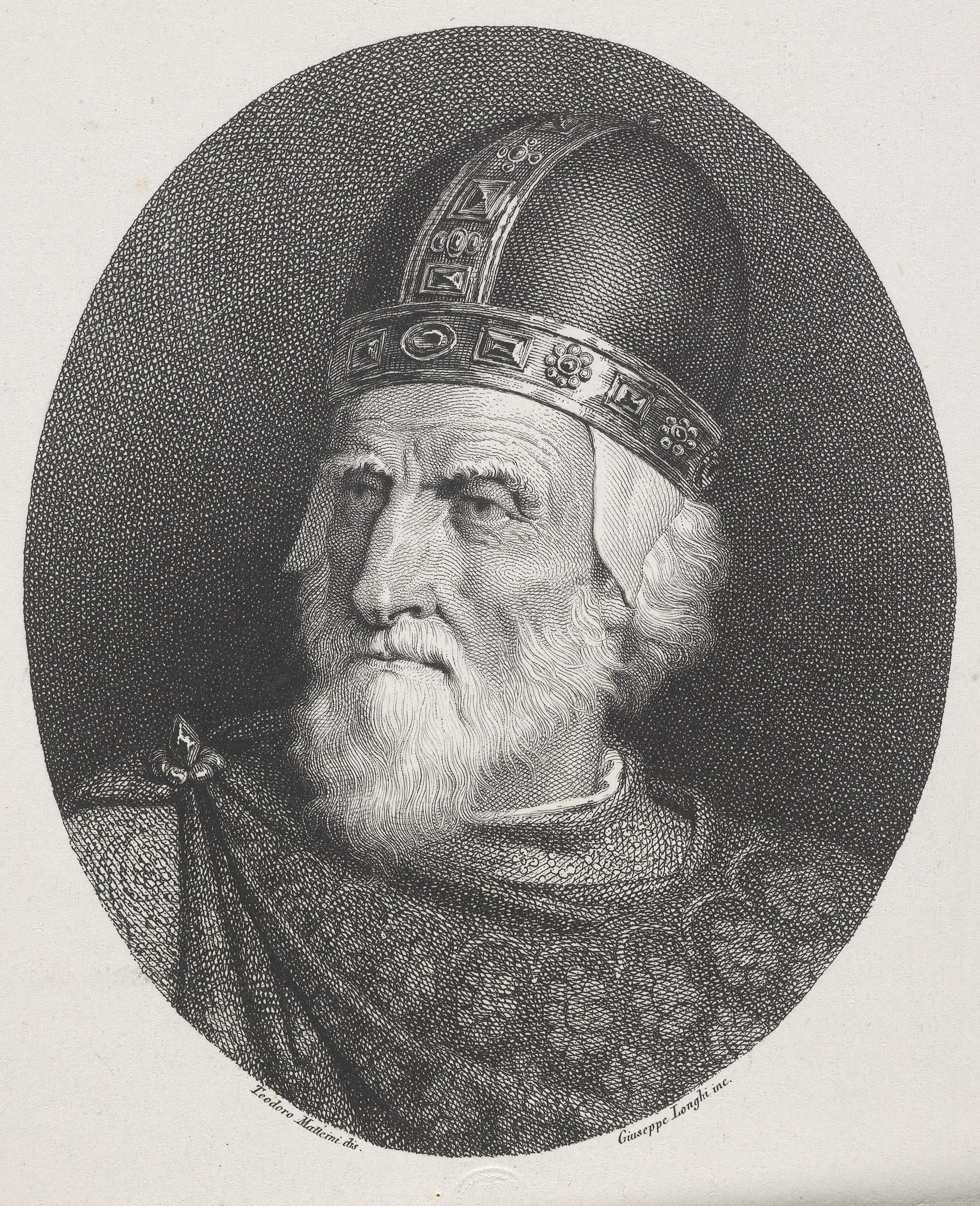
Carlos Magno, Imperador do Ocidente
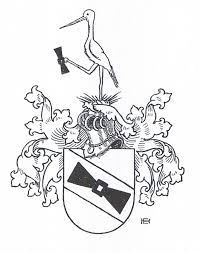
Brasão dos Müller de Augsburgo
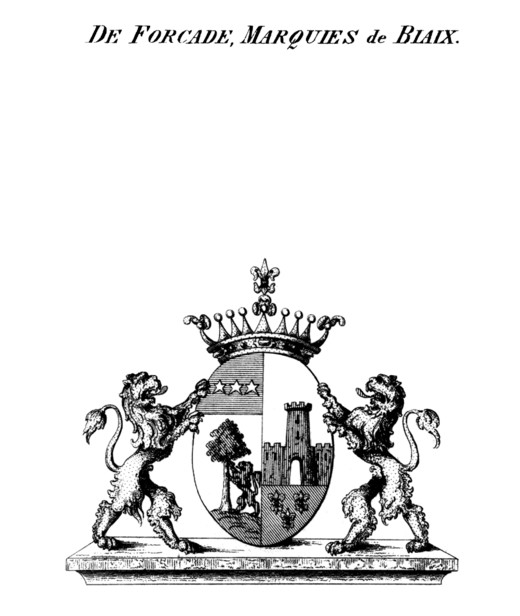
Brasão dos Forcade de Biaix

Dentre seus afilhados de batismo, figura Armando Augusto Lichti, futuro cônsul da Noruega e presidente do Santos Futebol Clube, homenageado em Praça de Bertioga.

## Empreendimentos

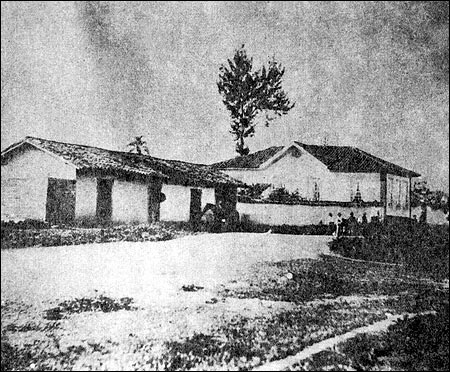
Chácara Bresser

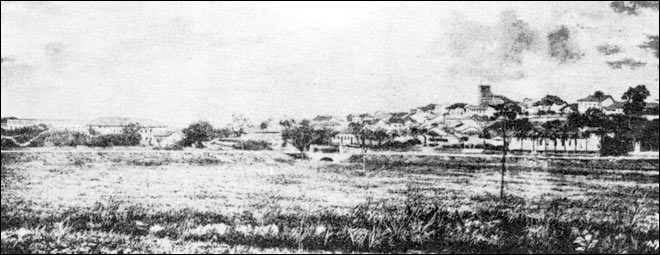
Vista da Chácara Bresser, por Militão Azevedo.

### Atividade industrial e comercial
Carlos Augusto Bresser ocupou-se da administração da Chácara Bresser muito antes de comprá-la de sua mãe, Ana Clara Müller, em 1882. Ele administrava a importação e venda de sementes de hortaliças, assim como fábricas situadas na própria Chácara Bresser, dedicadas à produção de licores, polvilho, e à moeção e torrefação de café. Assim, Carlos Augusto foi um dos pioneiros na industrialização da cidade de São Paulo, chegando a construir o primeiro moinho da cidade, em 1872.
A Chácara, definida pelo professor Nelson Zanotti como um "sítio de vários alqueires, na Mooca", também era exemplar nas técnicas de engenho de açúcar e criação de gado, não se dedicando exclusivamente à cultura do café, característica das propriedades paulistas.

### Atividade em Instituições Públicas
Em instituições públicas, foi 4º Juiz de Paz da Freguezia do Braz, diretor da Cia. de Calçamentos e Edificações, alferes da Guarda Nacional e vereador da capital. Além de nomear e estruturar as primeiras ruas do Brás, uma de suas mais importantes obras foi a construção da Igreja de São João Batista. 
Em 1885, Carlos Augusto Bresser foi contrário ao projeto da Câmara Municipal de construir um chafariz no Marco de Meia Légua, e propôs a construção de uma capela, que ruiu logo após sua construção. Pouco depois, com o apoio de sua esposa, Carlos Augusto construiu a Igreja de São João Batista, que foi doada, em 1910, a dom Duarte Leopoldo e Silva, então Arcebispo de São Paulo.

Em breve historiografia da Igreja relata-se:
"Diversas personalidades importantes da história de São Paulo, em especial moradores do Brás antigo, tiveram participação fundamental nesta saga, principalmente na construção da igreja e no desenvolvimento da Paróquia. [...] A igreja foi, por muitas décadas, considerada um dos templos mais importantes e majestosos da cidade. Muitos, dentre os mais ilustres cidadãos paulistanos, cujos nomes foram dados às ruas mais importantes do Brás, foram grandes colaboradores na construção da Matriz, e inesquecíveis benfeitores da Paróquia."
Por sua atividade enquanto Juiz de Paz, era muito estimado pela sociedade paulistana. Como demonstra o ânimo agradecido de um de seus contemporâneos, em 1869:
"Cumpre-me,entretanto, render um preito de devida homenagem ao muito distincto e honrado brasileiro o illm. sr. alferes Carlos Augusto Bresser, que, [...] soube fazer justiça á causa da minha liberdade; e dest'arte congratulo-me com os habitantes da freguezia do Braz, por terem como garantia de segurança individual e de propriedade tão benemerita autoridade, que, dotada como é, de um carater integro e justiceiro, sabe harmonisar a inteireza do juiz com a qualidade de cavalheiro civilisado.
Aceite, pois, s. s. esta manifestação sincera que humildemente tributo ao seu merito e qualidades."

### Empreendimentos imobiliários

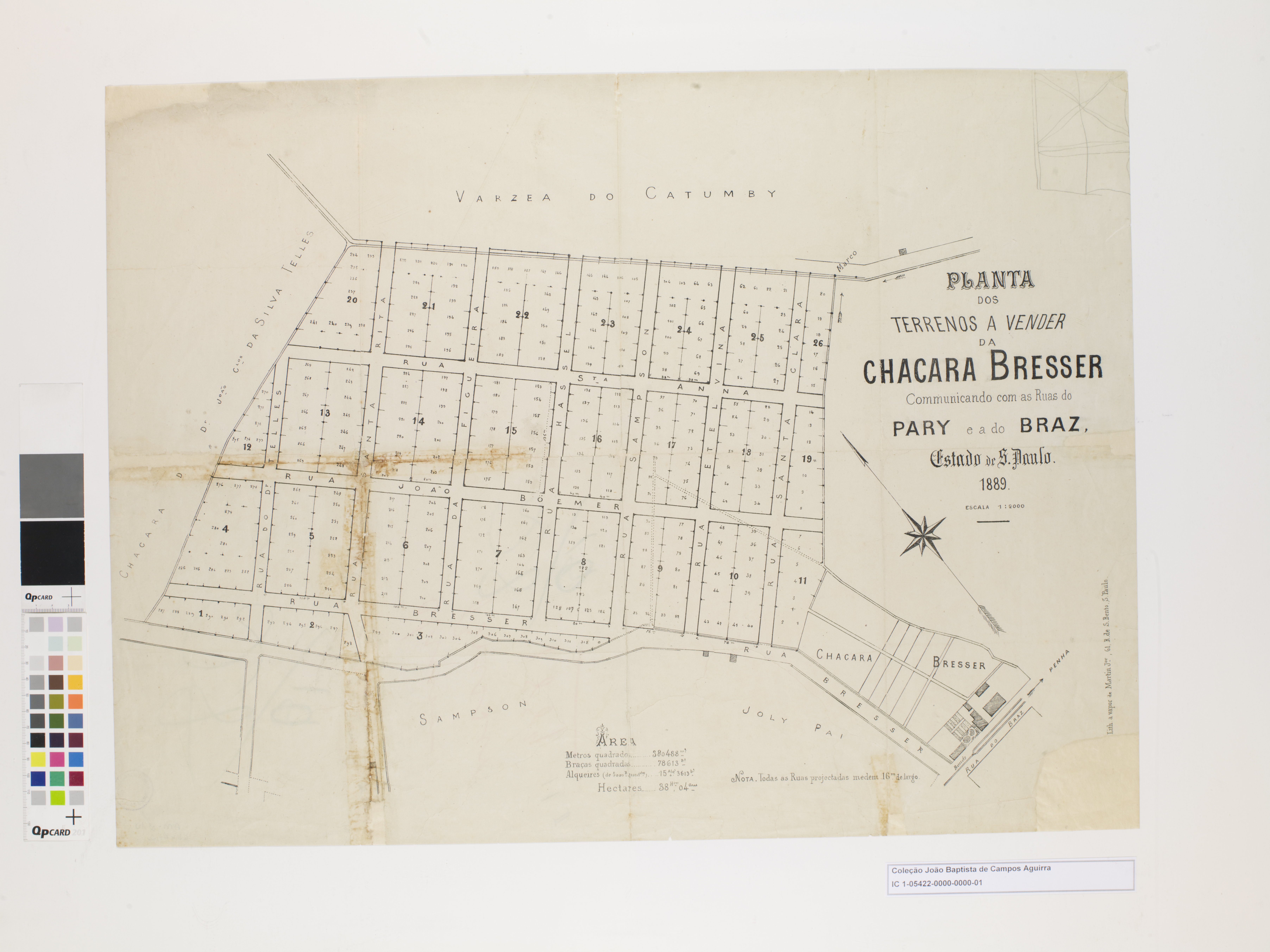
Planta dos terrenos a vender da Chácara Bresser, conservada no Museu do Ipiranga.

Antes de morrer, Carlos Augusto iniciou o loteamento de suas terras no Brás - inclusive a Chácara Bresser - e foi o primeiro a vender terrenos e prédios a prestações na região. Seus 500 lotes tiveram compradores diversos: desde as indústrias de Francesco Matarazzo a imigrantes recém-chegados ao Brasil. A industrialização empreendida no Brás, no início do século XX, rendeu ao bairro o apelido de "Terceira Cidade do Brasil".

A família, como relatado por Leofredo Bresser, se fixou onde era o antigo Cine Roxy, no Palacete dos Bresser, primeiramente. Depois, construíram outros prédios e casas para moradia até o Brás tornar-se uma região comercial. Com isso, mudaram-se da região, como explicado por Diva Bresser à revista Marie Claire:
"O bairro foi endereço de médicos e mansões. Por ali, mocinhas como dona Diva circulavam com jóias, luvas, chapéus e laçarotes na cabeça.[...] 'Nossa casa de esquina na rua Bresser, com cinco criados, vivia aberta.' [...] Veio o comércio, a degradação, as 'famílias boas' se mudaram. Dona Diva mora em Higienópolis, mas ainda vai rever amigas no Brás, no Carrão, e fazer compras na rua Oriente. [...]"

## Morte

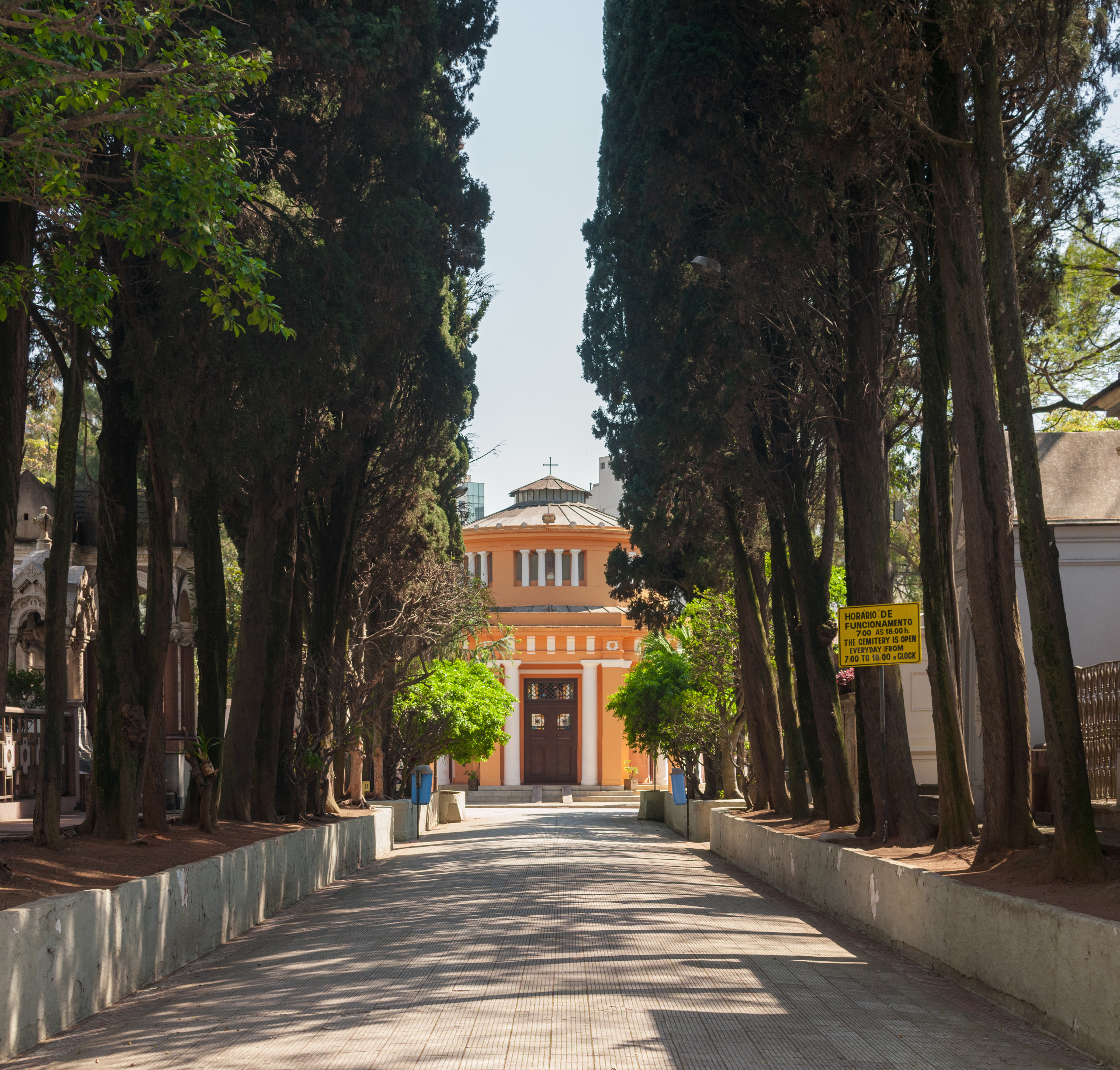
Cemitério da Consolação

Carlos Augusto Bresser faleceu aos 76 anos, viúvo, por problemas cardíacos. O colapso ocorreu a bordo do navio Duca de Genova retornando ao Brasil de uma das suas viagens à Europa, em busca de tratamento para seu filho, Carlos Augusto Bresser Júnior, que era paraplégico. Fato contrário à nota publicada pelo jornal O Estado de S. Paulo:
Por um radiogramma recebido hontem nesta capital, sabe-se ter fallecido a bordo do paquete italiano "Duca de Genova" em viagem ao Brasil, o sr. Carlos Augusto Bresser, estimado cavalheiro e capitalista aqui residente.
O finado fora à Europa em busca de melhoras para sua saúde e regressava agora ainda bastante enfermo.
Residia há longos annos no bairro do Braz e entretinha nessa capital as melhores relações de amizade adquiridas pela bondade de seu coração e pela affabilidade de seu temperamento.
O sr. Carlos Augusto Bresser [...] deixa diversos filhos, todos muito relacionados em São Paulo.[...] e será transportado a esta capital afim de ser inhumado no jazigo da família.
Acompanhado por seu filho Ismael Bresser, que era médico, Carlos Augusto foi embalsamado e colocado num piano de armário que era trazido pela família ao Brasil. Chegou primeiramente a Santos, sendo depois sepultado no Cemitério da Consolação, após missa na Igreja de São João Batista:
"A´s 10 horas, pelo revmo. conego Manuel Meirelles Freire, virtuoso vigario da parochia de S. João Baptista, foi celebrada missa de corpo presente, com "libera me", cantado.
O templo achava-se rigorosamente ornamentado para aquellas cerimonias, e numerosas foram as pessoas das relações da família enlutada, que se associaras àquellas demonstrações de pesar.
Durante as tocantes solemnidades o maestro que regeu a orchestra [...] executou marchas de Pucci e o solo 'Pie Haendel'.
O cortejo funebre sahiu da matriz de S. João Baptista ás 16 horas e 30, para o cemiterio da Consolação onde será inhumado em jazigo perpetuo da familia. [...]"
No centro de Guarulhos, seu nome é registrado em rua. O que sucede também a seus filhos e noras: Gustavo, Leonor, Júlia, Izaura, Zulmira e Eugênia.